# Władysław Zieliński
Władysław Zieliński (n. 24 iulie 1935, Varșovia, Polonia) este un canoist ce a reprezentat Polonia, medaliat olimpic. A participat la 3 ediții ale Jocurilor Olimpice (1960, 1964, 1968) în care a câștigat o medalie de bronz.